# Stufe (Algebra)
Die Stufe ist ein Begriff aus dem mathematischen Teilgebiet der Algebra beziehungsweise ihrem Untergebiet der Körpertheorie. Sie gibt die Anzahl der Quadratzahlen an, die man mindestens aufsummieren muss, um die Zahl {\displaystyle -1} darstellen zu können.

## Definition
Sei {\displaystyle F} ein Körper. Kann {\displaystyle -1} als Summe von Quadraten in {\displaystyle F} dargestellt werden, dann nennt man die kleinste natürliche Zahl {\displaystyle s}, so dass {\displaystyle -1} die Summe von {\displaystyle s} Quadraten ist, die Stufe von {\displaystyle F}. Falls {\displaystyle -1} nicht als Summe von Quadraten dargestellt werden kann, so setzt man {\displaystyle s=\infty }.

## Eigenschaften
- Ist {\displaystyle F} ein nicht-reeller Körper, dann ist die Stufe von {\displaystyle F} endlich.

- Für einen nicht-reellen Körper {\displaystyle F} gilt {\displaystyle s(F)=2^{k}} für ein {\displaystyle k\in \mathbb {N} }.

- Es gilt {\displaystyle s(F)\leq 2} für alle Körper {\displaystyle F} mit positiver Charakteristik.